# Отражательная туманность

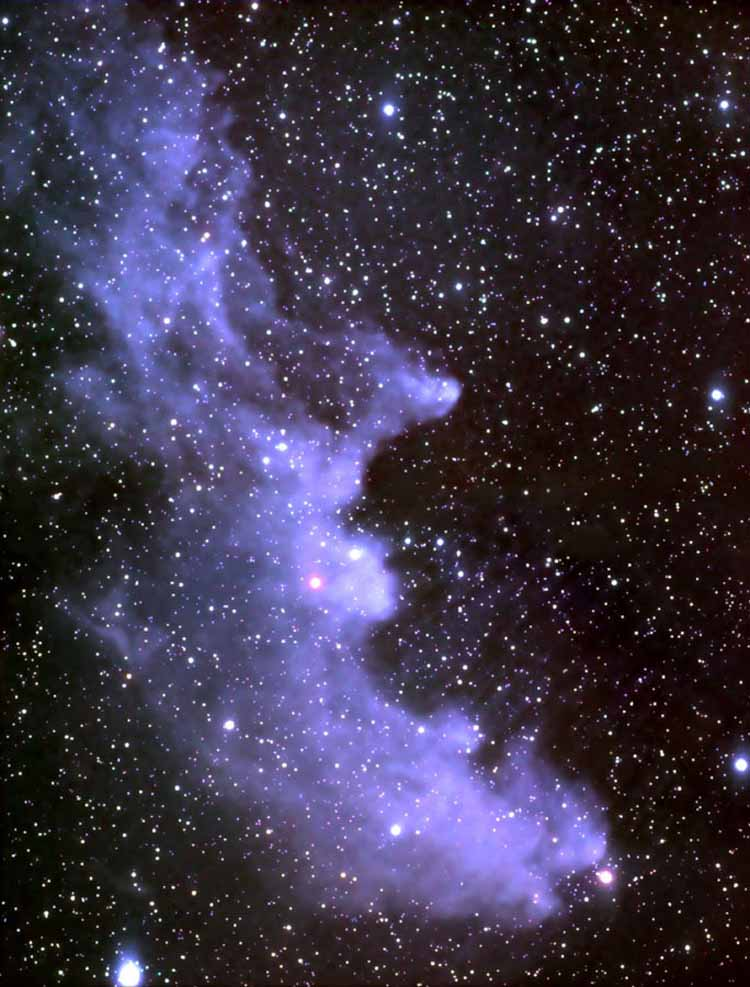
IC 2118: отражательная туманность Голова Ведьмы, весьма своеобразной формы связана с яркой звездой Ригель в созвездии Ориона. Она светит в основном за счет излучения звезды Ригель, расположенной за верхним правым краем изображения. Свет звезды отражается от туманности, состоящей из мелкой пыли. Оттенки синего цвета объясняются не только тем, что Ригель излучает в основном в синей области спектра, но также и тем, что пылинки рассеивают голубой свет эффективнее, чем красный. Туманность находится на расстоянии 900-1000 световых лет от Солнца.

Отражательная туманность — туманность (газово-пылевое облако), подсвечиваемая звездой. Если звезда (звёзды) находится в межзвёздном облаке или рядом с ним, но недостаточно горяча (горячи), чтобы ионизовать вокруг себя значительное количество межзвёздного водорода, то основным источником оптического излучения туманности оказывается свет звёзд, рассеиваемый межзвёздной пылью.
Спектр отражательной туманности такой же, как и у подсвечивающей её звезды. Среди микроскопических частиц, ответственных за рассеивание света, можно выделить частички углерода (иногда их называют бриллиантовой пылью), а также частицы железа и никеля. Последние две взаимодействуют с галактическим магнитным полем, и поэтому отражённый свет слегка поляризован .

## Открытие

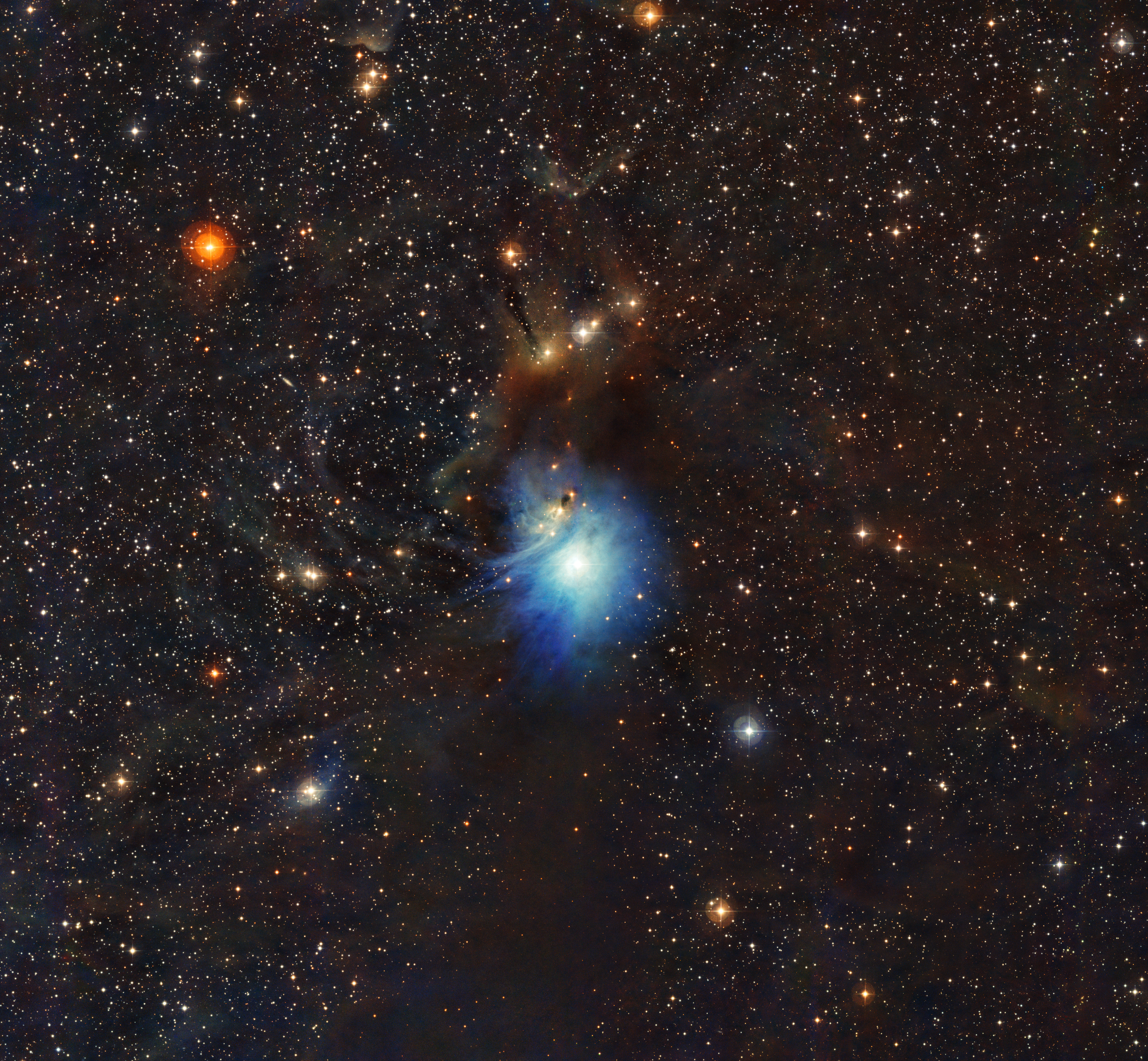
Отражательная туманность IC 2631

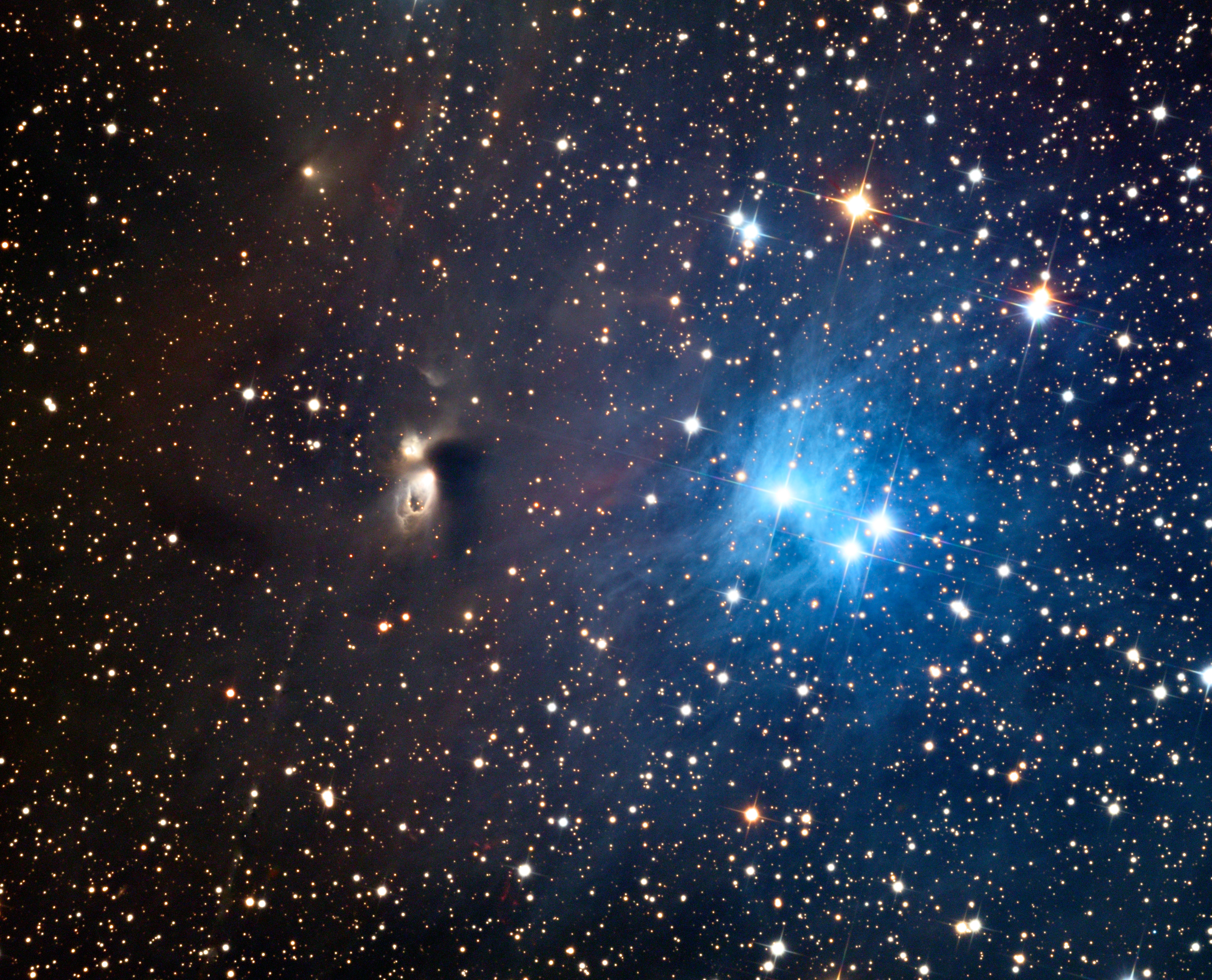
Отражательная туманность vdB 1

Анализируя спектр туманности, связанной с звездой Меропа в Плеядах, Весто Слайфер заключил в 1912 году, что источником ее света, скорее всего, является сама звезда, и туманность отражает свет от звезды (и звезды Альционы). Вычисления Эйнара Герцшпрунга в 1913 году подтверждают эту гипотезу. Эдвин Хаббл определил разницу между эмиссионными и отражательными туманностями в 1922 году.
Отражательные туманности обычно имеют синий оттенок, поскольку рассеяние голубого цвета более эффективно, чем красного (именно этим, в частности, объясняется голубой цвет неба).
Отражательные и эмиссионные туманности часто можно увидеть рядом (например, Туманность Ориона) и их обеих относят к диффузным туманностям. 
В настоящее время известно порядка 500 отражательных туманностей, самая известная из которых — вокруг Плеяд (звёздное скопление). Гигантская красная (спектральный класс M1) звезда Антарес окружена большой красной отражательной туманностью. Отражательные туманности также часто встречаются в местах звёздообразования.

## Закон светимости

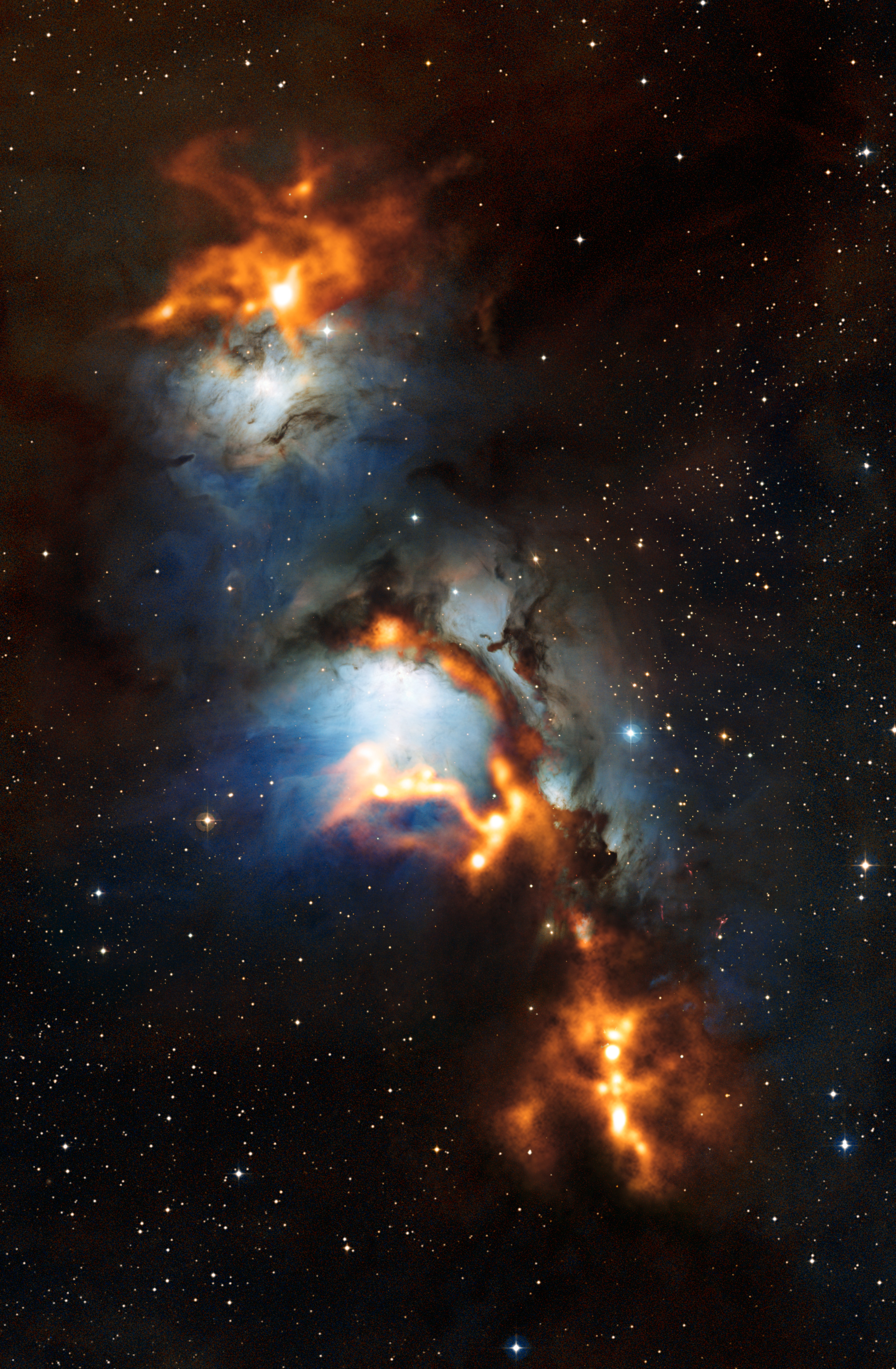
Космические пылевые облака в Messier 78

В 1922 году Хаббл опубликовал результаты исследований некоторых ярких туманностей. В этой работе Хаббл отметил различия между отражательными и эмиссионными туманностями и вывел закон светимости для отражательной туманности, который устанавливает соотношение между угловым размером туманности (R) и видимой величиной подсвечивающей звезды (m):
{\displaystyle 5\log \left(R\right)=-m+k\,,}
где {\displaystyle k} — константа, зависящая от чувствительности измерения.